# کلیپش
کلیپش (انگلیسی: Klipsch) شرکت سخت‌افزار آمریکایی است، که در سال ۱۹۴۶ تأسیس شد.